# چم درواهی
چم درواهی، روستایی است از توابع بخش آب‌پخش در شهرستان دشتستان استان بوشهر ایران.
روستای چم درواهی در بخش آبپخش و نزدیک به شهر آبپخش قرار دارد. نخلستان‌های بسیار و انواع درختان مانند لیمو، انگور، انار، انجیر و سدر در این روستا وجود دارد. کار بیشتر مردم آن جا کشاورزی و دام پروری است.
بنظر می‌رسد در چند دهه اخیر در این روستا، پرورش نخل جای خود را به باغات مرکبات داده‌است.

## جمعیت
این روستا در دهستان درواهی قرار داشته و براساس سرشماری سال ۱۳۸۵ جمعیت آن ۹۲ نفر (۲۱ خانوار) بوده‌است.